# Skrivnost rdeče hiše
Skrivnost rdeče hiše (v izvirniku angleško The Red House Mystery) je edini detektivski roman angleškega pisatelja A. A. Milneja, ki je izšel leta 1922.

## Vsebina
Dogajanje je postavljeno v podeželsko hišo, v katero njen lastnik, Mark Ablett, večkrat povabi različne prijatelje, da tam preživijo krajši oddih. Zaplet zgodbe se zgodi z oznanitvijo prihoda Markovega problematičnega brata Roberta, ki je pred petnajstimi leti odšel v Avstralijo. Takoj po Robertovem prihodu se v hiši zasliši strel, v pisarni pa najdejo ustreljenega Roberta. Mark Ablett je po umoru izginil. Primera se loti naključni obiskovalec hiše, Tony Gillingham. Ta je nekaj minut pred strelom prišel obiskat prijatelja Billa, ki je bil med povabljenci v hiši. Gillingham prevzame vlogo Sherlocka Holmesa, mlajši Bill pa postane Doctor Watson. Prijatelja postopoma razvozlata skrivnost, ki se na koncu potrdi s priznanjem zločinca.

## Pomen knjige in kritike
Milne je v predgovoru izdaje iz leta 1926 zapisal, da je bil vedno oboževalec detektivskih romanov. Zapisal je tudi, da je v tem romanu načrtno izbral amaterskega detektiva, ki mu nasproti stoji amaterski zločinec.
Knjiga je naletela na mešan odziv kritikov. Alexander Woollcott jo je ocenil kot »eno od treh najboljših detektivskih romanov vseh časov«, Raymond Chandler pa je v svojem eseju The Simple Art of Murder (1944), Woollcotta zaradi te izjave precej kritiziral.